# Stejaru (gmina w okręgu Teleorman)
Stejaru – gmina w Rumunii, w okręgu Teleorman. Obejmuje miejscowości Bratcovu, Gresia, Socetu i Stejaru. W 2011 roku liczyła 1968 mieszkańców. 